# Gunung Batukundul
Gunung Batukundul är ett berg i Indonesien.   Det ligger i provinsen Aceh, i den västra delen av landet, 1 600 km nordväst om huvudstaden Jakarta. Toppen på Gunung Batukundul är 1 132 meter över havet, eller 61 meter över den omgivande terrängen. Bredden vid basen är 2,2 km.
Terrängen runt Gunung Batukundul är kuperad åt nordväst, men åt sydost är den bergig.Runt Gunung Batukundul är det mycket glesbefolkat, med 3 invånare per kvadratkilometer. I omgivningarna runt Gunung Batukundul växer i huvudsak städsegrön lövskog.